# Josep d'Oriola-Cortada i de Salses
Josep d'Oriola-Cortada i de Salses   (Vic, 1845 - Barcelona, 15 d'octubre de 1899) fou un aristòcrata i polític català, diputat a les Corts Espanyoles durant la restauració borbònica.

## Biografia
Fill de Marià Oriola-Cortada i d'Ibáñez-Cuevas, primer comte de la Vall de Merlès i de Maria Josepa de Salses i de Motes, el 1883 va heretar el títol del seu germà Joaquim.
Membre del Partit Liberal Conservador, el 1890 va substituir en el seu escó Fèlix Macià i Bonaplata, elegit diputat el 1886 pel districte de Puigcerdà. Va mantenir l'escó a les elecciones de 1891.